# 유소희
유소희(1986년 6월 14일 ~)은 대한민국의 배우 이자 유튜버 출신이다. 배우 박민영과는 동국대학교 연극영상학과 대학동기이다

## 학력
- 안양예술고등학교 연극영화과 (졸업)
- 동국대학교 연극영상학과 (졸업)

## 드라마
- 2006년 불꽃놀이 - 조아라 역

## 같이 보기
- 박민영
- 송강